# ستيف كونواي
ستيف كونواي (بالإنجليزية: Steve Conway)‏ هو سياسي أمريكي، ولد في 5 أكتوبر 1944 في أونتاريو في الولايات المتحدة. حزبياً، نشط في الحزب الديمقراطي. وقد انتخب عضو مجلس نواب واشنطن.